# Claudine Brunand
Claudine Brunand, baptisée en décembre 1630 à Lyon et morte en 1674, est une graveuse héraldique, dessinatrice et auteure française.

## Biographie
Baptisée le 9 décembre ou le 30 décembre 1630 à Lyon, elle est la fille d'Aimé Brunand.
Pierre Ménestrier la décrit comme une « fille de Lyon ». Active dans la ville dans la seconde moitié du XVIIe siècle, elle produit des gravures de bonne facture technique, mais dont le dessin est souvent maladroit.
Outre la gravure, elle pratique l’enluminure et la peinture héraldique et écrit des textes pré-féministes.
On présume que son inhumation a lieu le 10 juillet 1674 à l'église Saint-Michel.

## Portraits

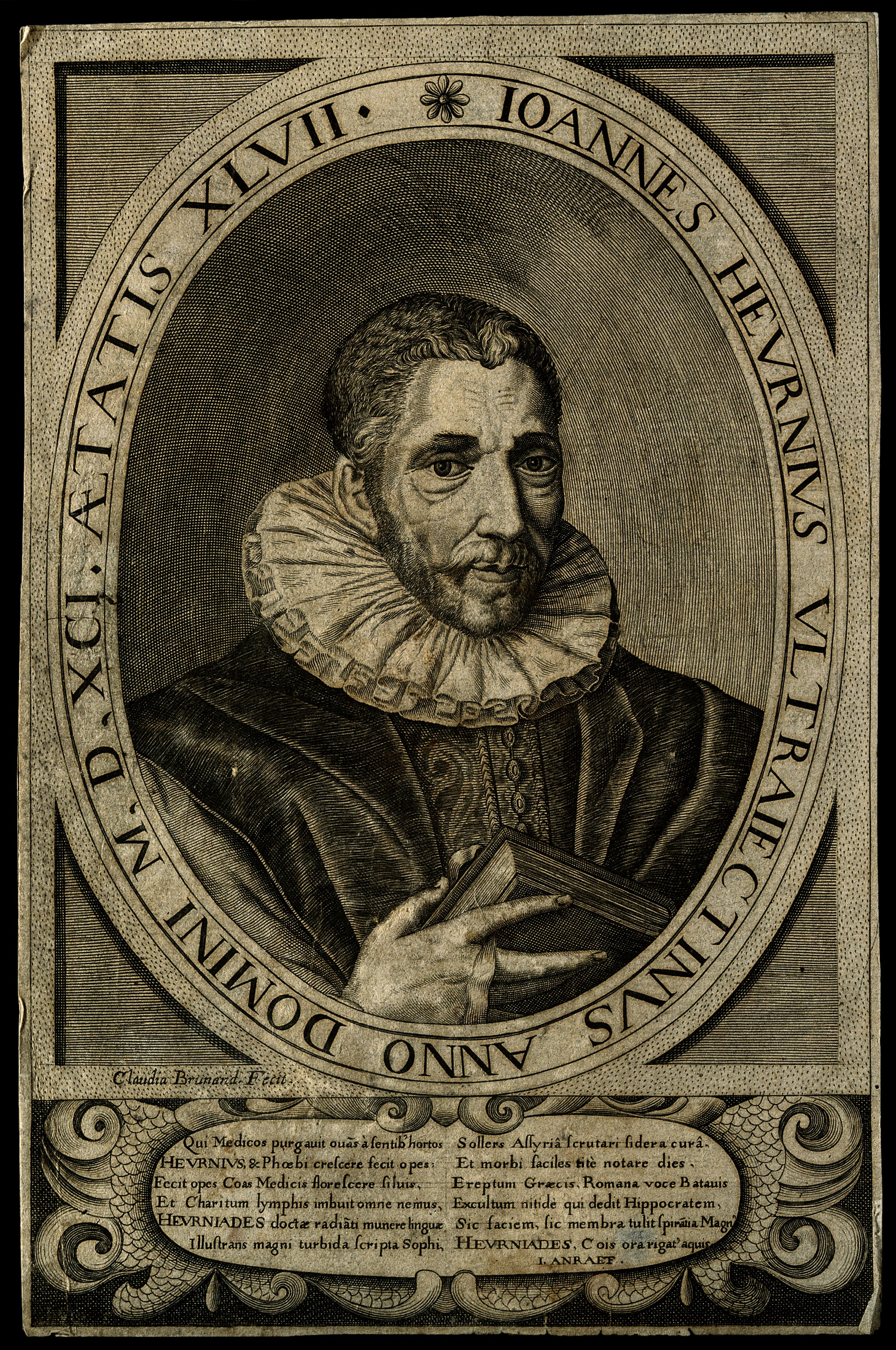
Portrait gravé du médecin Johan Van Heurne, en frontispice de l'édition de ses Opera omnia, Lyon, J. A. Huguetan et M. A. Ravaud, 1658.

On connaît de Claudine Brunand quatre portraits gravés en taille-douce : Oliver Cromwell ; le roi de Suède Gustave-Adolphe ; le médecin néerlandais Johan Van Heurne ; le médecin de Montpellier Lazare Rivière.

## Illustrations

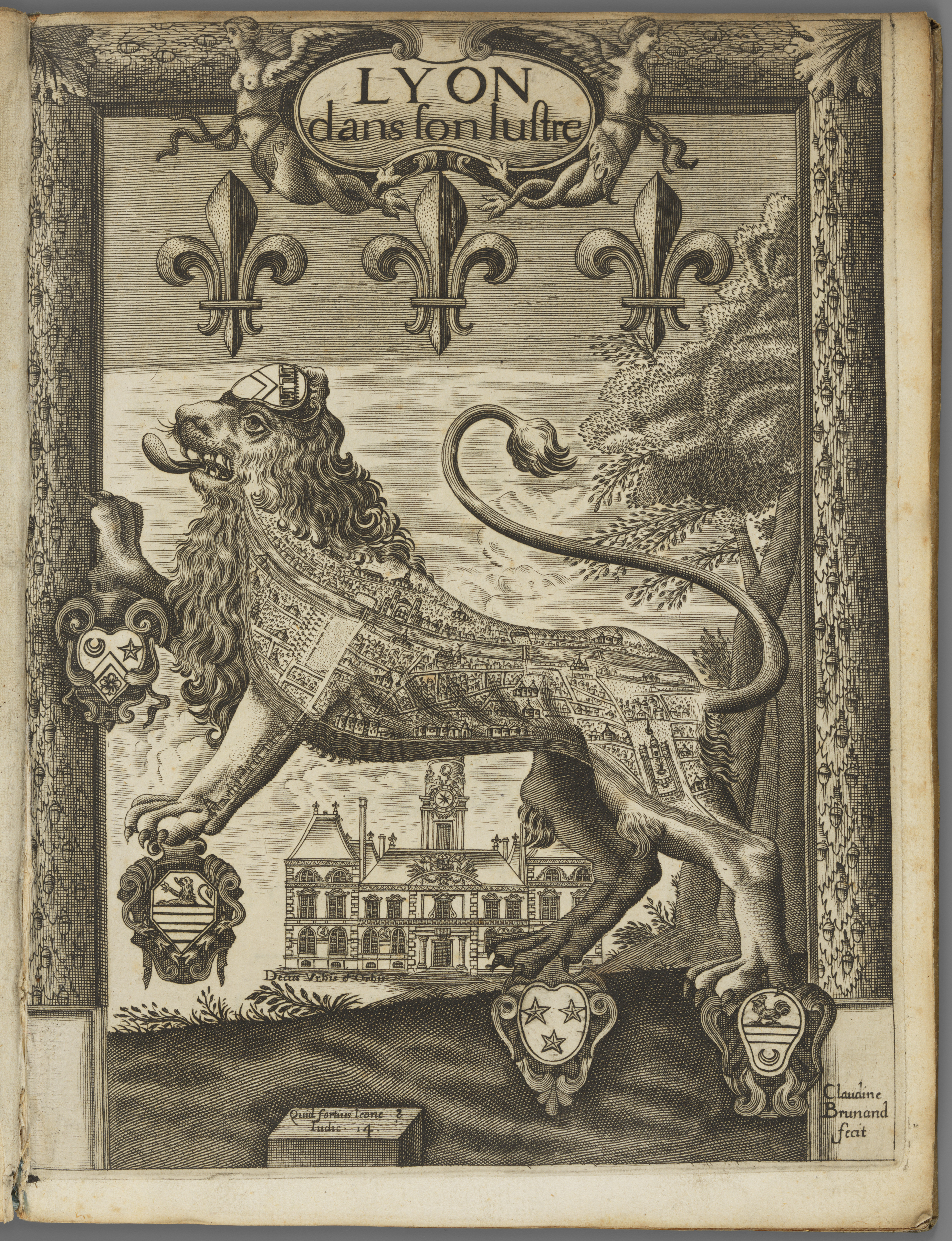
Frontispice gravé pour Lyon dans son lustre de Samuel Chappuzeau, 1656.

Elle est connue pour le frontispice de l'ouvrage Lyon dans son lustre de Samuel Chappuzeau, publié en 1656 ; il est signé : Claudine Brunand fecit,.
Claudine Brunand illustre le frontispice, le portrait de la reine et les planches du livre Vie de la séraphique mère sainte Thérèse de Jésus, fondatrice des Carmes-Déchaussés, en figures et en vers français et latins, Lyon, 1670 ; Elle en écrit aussi une partie des sonnets.

## Ouvrages
- Armorial véritable de la noblesse qui a esté reconnue & approuvée ... pour les pays de Lionnois, Forests, et Beaujolois ... Avec les armes de tous les prévots des marchands & eschevins de la ville de Lyon ..., 1669 (lire en ligne)[7].
- Noms Surnoms calitez et blason de Messieurs les prevots des marchands et eschevins de la ville de Lyon ... (lire en ligne)[7].
- La Vie de la séraphique mère Sainte Térèse de Jésus, fondatrice des carmes déchaussez et des carmélites déchaussées : en figures et en vers françois et latins : avec un abrégé de l'histoire, une réflexion morale et une résolution chrétienne sur chaque figure, Grenoble, Laurens Gilibert, 1678, [12]-386-[10] p., 55 ff. de gravures (Lire en ligne).